# ATC 코드 B06
ATC 코드 B06은 ATC 코드의 기타 혈액학적 약물로 사용하는 약물을 정리한 코드이다.

ATC 코드 B 혈액 및 조혈기관의 하위그룹을 이룬다.
동물용 의약품을 위한 코드(ATCvet 코드)의 경우 인체의약품 코드 앞에 Q가 들어가게 된다. 예 : QB06.

## B06A 기타 혈액학적 약물

### B06AA 효소
B06AA02 Fibrinolysin and desoxyribonuclease
B06AA03 Hyaluronidase
B06AA04 Chymotrypsin
B06AA07 Trypsin
B06AA10 Desoxyribonuclease
B06AA11 Bromelain
B06AA55 Streptokinase, combinations

### B06AB 기타 혈액학적 제제
B06AB01 Hematin